# Rövarns holme

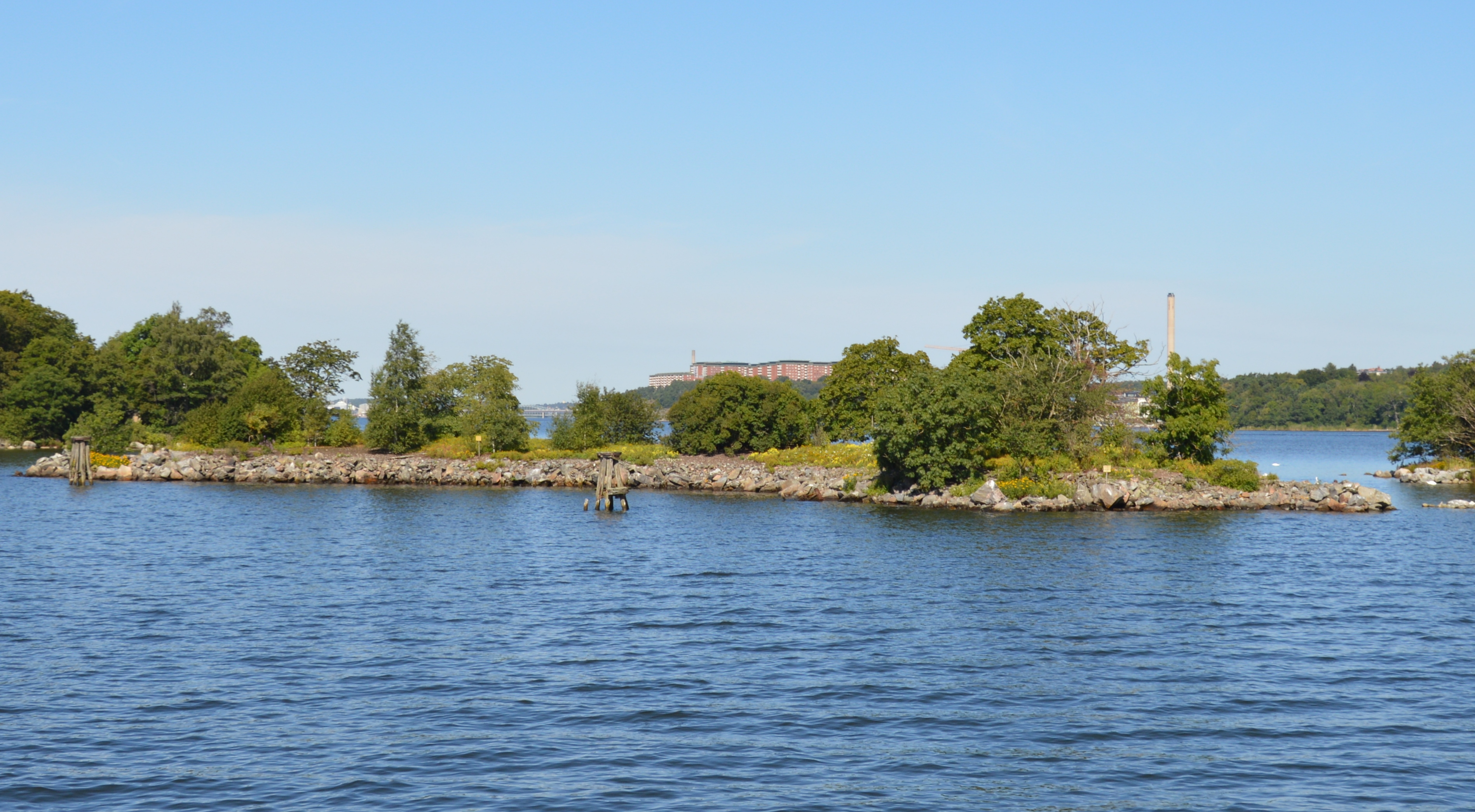
Rövarns holme, Blick auf das Südufer

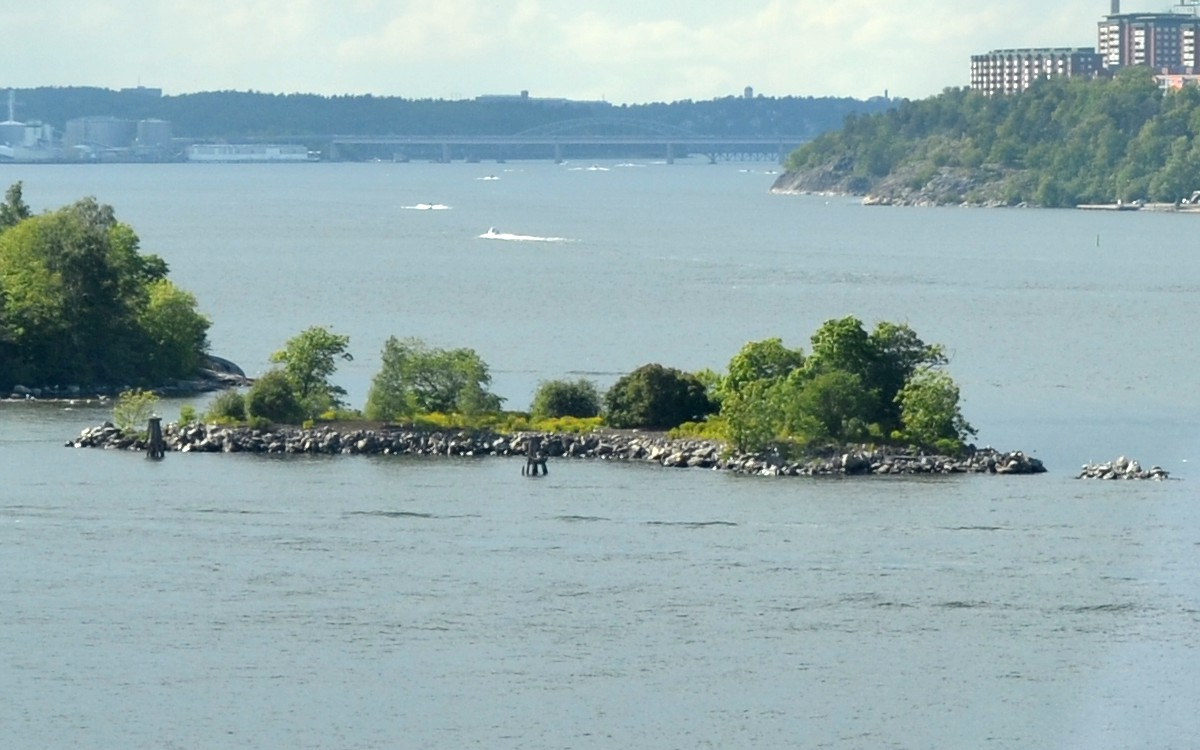
Rövarns holme, 2012

Rövarns holme ist eine zu Schweden gehörende Insel im Stockholmer Schärengarten.
Sie ist die kleinste der vier Inseln der Inselgruppe Fjäderholmarna und gehört zur Gemeinde Lidingö. Rövarns holme hat eine Grundfläche, deren Form an einen Bumerang erinnert. Die Seiten haben eine Länge von etwa 60 und 40 Metern, bei einer Breite von 20 Metern. Nach Süden öffnet sich die Insel zu einer Bucht.
Die unbewohnte und unbebaute Insel ist mit einigen Büschen und Bäumen bewachsen. Unmittelbar nördlich von Rövarns holme liegt die Insel Libertas, mit der Rövarns holme ein Vogelschutzgebiet bildet. Etwas weiter westlich liegt Ängsholmen.
Der als Dieb bekannte Joseph Forsberg (1870–1944) lebte über dreißig Jahre hinweg in einem Schuppen auf der Insel. Die Insel trug zunächst den Namen Lillholmen und soll dann, mit Bezug auf ihren Bewohner, Rövarns holme (deutsch: Räuberinsel) genannt worden sein. Dieser Name findet sich für die Insel heute auf Landkarten.
Seit 1995 ist die Insel Teil des Königlichen Nationalstadtparks.
Unmittelbar südlich des Ostteils der Insel liegen zwei Wracks gesunkener Schiffe. Das östliche der beiden Wracks ist 22,5 Meter lang und 6,4 Meter breit. Es befindet sich in einer Tiefe von 10 Metern. Nur etwas westlich hiervon liegt mit einem Gefälle von 65° der Überrest eines hölzernen Schiffes in einer Tiefe von bis zu 10 Meten. Das Heck des Schiffes ragte zumindest in den 1990er Jahren über die Wasseroberfläche hinaus.